# Кенсайський цвинтар
Кенсайський цвинтар (каз. Кеңсай) — один із найзнаменитіших і найкрасивіших некрополів Казахстану.

## Історія
Некрополь виник наприкінці ХІХ століття.
«Кенсай» у перекладі з казахської означає «велику ущелину». Назва російською мовою звучить як «Широка щілина» («щілинами» називали ущелини російські козаки-переселенці). Кладовище розташоване в східній частині Алмати (в 9 км від центру міста) неподалік переходу Базарбаєва — Орманова, на вершині гори, з якої все місто видно, як на долоні.
Кенсайський цвинтар є мусульманським. Тут поховано велику кількість видатних державних та громадських діячів, представників промисловості, економіки, науки, медицини, культури та мистецтва та інших сфер діяльності, які зробили помітний внесок у розвиток країни та суспільства з XIX століття до теперішнього часу. Багато погруддя, надгробки і монументи є витворами мистецтва і представляють художню та естетичну цінність.
Цвинтар розділено на дві частини: Кенсай-1 та Кенсай-2. Нині поховання виробляються переважно у другій частині цвинтаря і кожне поховання виділяється п'ять квадратних метрів землі.

## Відомі особи, поховані на Кенсайському цвинтарі
- Дінмухамед Ахмедович Кунаєв (1912—1993) — Перший секретар Комуністичної партії Казахстану (1960—1962, 1964—1986), член (1971—1987), тричі Герой Соціалістичної Праці (1972, 1976, 1982)Світла пам'ять. ognialatau.kz/index.php?cstart=2&year=2010&month=01&day=19 Архів оригіналу за 4 березня 2016. Процитовано 25 січня 2013.</ref>
- Талгат Бегельдінов (1922—2014) — радянський льотчик-штурмовик, [[Двічі Герої Радянського Союзу]|Двічі Герой Радянського Союзу]], генерал-майор авіації Казахстану[5][6]
- Ермек Серкебаєв (1926—2013) — видатний співак, Народний артист СРСР (1959), Герой Соціалістичної Праці (1986)[7][8]
- Роза Багланова (1922—2011) — співачка, Народна артистка СРСР (1967), Народний Герой Казахстану (1996)[9]
- Хадиша Букеева (1917—2011) — радянська казахська актриса [театр]а і [кіно], майстер Художнє читання художнього слова]. Народна артистка СРСР (1964)[10]
- Роза Джаманова (1928—2013) — казахська радянська оперна співачка (сопрано), педагог. Народна артистка СРСР (1959)[11]
- Ніязбеков Сабір (1912—1989) — радянський державний і партійний діяч, Голова Президії Верховної Ради Казахської РСР, заступник Голови [[Президія Верховної Ради СРСР|Президіу7 рр.).
- Нуркадилов Заманбек (1944—2005) — мер (голова міськвиконкому) Алма-Ати (1985—1994)[12]
- Сарибай Калмурзаєв (1949—2012) — казахстанський державний діяч, політик, колишній Керівник адміністрації Президента Казахстану, колишній Керуючий справами Президента Казахстану
- Ерік Асанбаєв (1936—2004) — казахстанський державний діяч, політик, віце-президент Республіки Казахстан (1991—1993)
- Каршига Ахмедьяров (1946—2010) — казахський композитор і диригент, кюйші, віртуозний домбрист, Народний артист РК, лауреат державної премії РК, професор, кавалер ордена "Парас /kazpravda.softdeco.net/c/1275950246 Казахстанська правда — Змовкли струни його домбри… Пішов з життя видатний музикант, композитор і педагог Каршига Ахмедьяров.
- Нагашбай Шайкенов (1947—2000) — казахстанський державний діяч, міністр юстиції Республіки Казахстан (1993—1995)
- Батирхан Шукенов (1962—2015) — казахстанський і російський естрадний співак,  музикант, саксофоніст, композитор, поет. Заслужений діяч мистецтв Казахстану (2010), соліст групи «А'Студіо» (1987—2000).
- Баглан Садвакасов (1968—2006) — казахстанський і російський естрадний музикант, гітарист групи «А'Студіо» (1989—2006).
- Ісмагулів Ахмедья (1914—1994) — державний діяч, заступник міністра державного контролю Казахської РСР (1949—1953), начальник Казахського територіального управління Головного управління державних матеріальних резервів при Раді міністрів СРСР (1953—1955).
- Узакбай Караманов (1937—2017) — радянський і казахстанський державний діяч, останній Голова Ради Міністрів Казахської РСР і перший прем'єр-міністр Казахської РСР.
- Асанбай Аскаров (1922—2001) — радянський і казахський державний і партійний діяч.
- Сагадат Нурмагамбетов (1924—2013) — перший міністр оборони незалежної Республіки Казахстан (1992—1995), Герой Радянського Союзу (1945), Народний Герой Казахстану (1994). Генерал армії Республіки Казахстан (1993).
- Рахімжан Кошкарбаєв (1924—1988) — Народний Герой (Казахстан) Народний Герой Казахстану], учасник Велика Вітчизняна війна Великої Вітчизняної війни, офіцер Червоної Армії. Прапор Перемоги. Письменник-мемуарист. Директор готелб «Алма-Ата».